# تل بردی
تل بردی مربوط به سده‌های میانه و متأخر دوران‌های تاریخی پس از اسلام است و در شهرستان بهبهان، بخش مرکزی، دهستان حومه، ۱ کیلومتری شمال روستای منصوریه واقع شده و این اثر در تاریخ ۱ مرداد ۱۳۸۶ با شمارهٔ ثبت ۱۹۲۸۹ به‌عنوان یکی از آثار ملی ایران به ثبت رسیده است.